# Heterocarpus
Heterocarpus é um gênero de camarões pandalídeos típicos de mar profundo, principalmente de áreas tropicais em todo o mundo.
Heterocarpus são caracterizados pelo segundo par de pereiópodos altamente desiguais: um lado é longo e fino (com o carpo subdividido em 18 a 25 pseudoartículos) e o outro é mais curto e robusto (com o carpo subdividido em 7 a 12 pseudoartículos), além da carapaça com uma ou mais carenas longitudinais bem marcadas.

Até o momento, 30 espécies foram descritas para o gênero, sendo Heterocarpus ensifer a espécie-tipo . 
- Heterocarpus abulbus Yang, Chan & Chu, 2010
- Heterocarpus affins Faxon, 1893
- Heterocarpus alexandri A. Milne-Edwards, 1883
- Heterocarpus amacula Crosnier, 1988
- Heterocarpus calmani Crosnier, 1988
- Heterocarpus chani Li, 2006
- Heterocarpus corona Yang, Chan & Chu, 2010
- Heterocarpus cutressi Monterossa, 1988
- Heterocarpus dorsalis Bate, 1888
- Heterocarpus ensifer A. Milne-Edwards, 1881
- Heterocarpus inopinatus Tavares, 1999
- Heterocarpus intermedius Crosnier, 1999
- Heterocarpus gibbosus Bate, 1888
- Heterocarpus grimaldii A. Milne-Edwards & Bouvier, 1900
- Heterocarpus hayashii Crosnier, 1988
- Heterocarpus hostilis Faxon, 1893
- Heterocarpus laevigatus Bate, 1888
- Heterocarpus lepidus De Man, 1917
- Heterocarpus longirostris McGilchrist, 1905
- Heterocarpus neisi Burukovsky, 1986
- Heterocarpus oryx A. Milne-Edwards, 1881
- Heterocarpus parvispina Crosnier, 1988
- Heterocarpus reedi Bahamondi, 1955
- Heterocarpus sibogae De Man, 1917
- Heterocarpus signatus Rathbun, 1906
- Heterocarpus tenuidentatus Crosnier, 2006
- Heterocarpus tricarinatus Alcock & Anderson, 1894
- Heterocarpus unicarinatus Borradeile, 1915
- Heterocarpus woodmasoni Alcock, 1901
- Heterocarpus vicarius Faxon, 1893

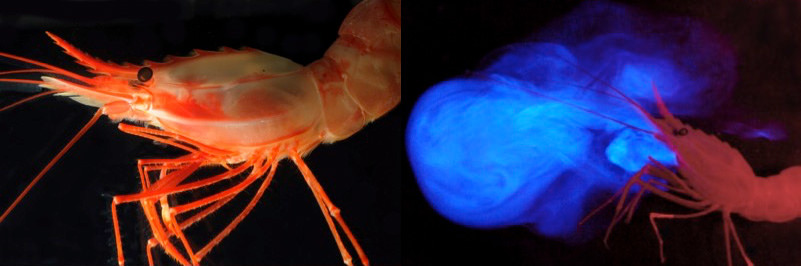
Close-up de Heterocarpus ensifer após cuspir líquido bioluminescente

Muitos camarões Heterocarpus são conhecidos por usar a bioluminescência como mecanismo de defesa, cuspindo-a em predadores . Estudos sobre seus hábitos alimentares, e o fato de que eles podem ser encontrados no conteúdo estomacal de alguns tubarões pelágicos e outros peixes são interpretados como tendo hábitos bentônicos, mas eles fazem migrações para a coluna de água. à noite. Algumas espécies deste gênero possuem alto potencial de pesca, como H. reedi e H. laevigatus .